# Трън
Вижте пояснителната страница за други значения на Трън.
Трън е град в Западна България, област Перник, административен център на община Трън. По данни на ГРАО към 15 юни 2023 г. в града живеят 2422 души по настоящ адрес и 2601 души по постоянен адрес.

## География

### Положение
Трън се намира в планински район, близо до границата със Сърбия и до градовете Брезник и Драгоман.
Разположен е на бреговете на река Ерма, в най-източната част на високопланинската котловина Знеполе. Заобиколен е от хълмовете Китка, Гърков камък, Чарчалат, Мурговица.

### Климат
| Климатични данни за Трън (1926 – 1970) | Климатични данни за Трън (1926 – 1970) | Климатични данни за Трън (1926 – 1970) | Климатични данни за Трън (1926 – 1970) | Климатични данни за Трън (1926 – 1970) | Климатични данни за Трън (1926 – 1970) | Климатични данни за Трън (1926 – 1970) | Климатични данни за Трън (1926 – 1970) | Климатични данни за Трън (1926 – 1970) | Климатични данни за Трън (1926 – 1970) | Климатични данни за Трън (1926 – 1970) | Климатични данни за Трън (1926 – 1970) | Климатични данни за Трън (1926 – 1970) | Климатични данни за Трън (1926 – 1970) |
| Месеци                                 | яну.                                   | фев.                                   | март                                   | апр.                                   | май                                    | юни                                    | юли                                    | авг.                                   | сеп.                                   | окт.                                   | ное.                                   | дек.                                   | Годишно                                |
| Абсолютни максимални температури (°C)  | 15,5                                   | 20                                     | 29,2                                   | 28,8                                   | 32,2                                   | 34                                     | 36,5                                   | 36,8                                   | 37,3                                   | 31,6                                   | 25,5                                   | 18,5                                   | 37,3                                   |
| Средни максимални температури (°C)     | 1,8                                    | 4,8                                    | 9,1                                    | 15,2                                   | 19,8                                   | 23,1                                   | 25,7                                   | 26,1                                   | 22,6                                   | 16,9                                   | 10,5                                   | 4,6                                    | 15                                     |
| Средни температури (°C)                | −3,3                                   | −0,8                                   | 2,9                                    | 8,4                                    | 13,3                                   | 16                                     | 18                                     | 17,3                                   | 13,5                                   | 8,8                                    | 4,6                                    | −0,7                                   | 8,2                                    |
| Средни минимални температури (°C)      | −8,7                                   | −6,2                                   | −2,5                                   | 1,7                                    | 5,9                                    | 9                                      | 9,8                                    | 8,8                                    | 5,6                                    | 2,2                                    | −0,2                                   | −5,1                                   | 2,4                                    |
| Абсолютни минимални температури (°C)   | −38,3                                  | −31,4                                  | −26,5                                  | −9,2                                   | −4,5                                   | −1                                     | −0,8                                   | 0,4                                    | −7                                     | −10                                    | −20                                    | −30,6                                  | −38,3                                  |
| Средни месечни валежи (mm)             | 41                                     | 38                                     | 37                                     | 50                                     | 73                                     | 84                                     | 55                                     | 43                                     | 43                                     | 51                                     | 51                                     | 47                                     | 613                                    |
| -------------------------------------- | -------------------------------------- | -------------------------------------- | -------------------------------------- | -------------------------------------- | -------------------------------------- | -------------------------------------- | -------------------------------------- | -------------------------------------- | -------------------------------------- | -------------------------------------- | -------------------------------------- | -------------------------------------- | -------------------------------------- |
| Източник: Stringmeteo.com              |                                        |                                        |                                        |                                        |                                        |                                        |                                        |                                        |                                        |                                        |                                        |                                        |                                        |

През зимата на 1947 г. в Трън е измерена най-ниската температура на територията на България: -38,3 °C.

## История
Трън под името Звенеаполис се среща още през средните векове в грамота на византийския император Василий Втори Българоубиец. Предполага се, че това название поставя началото на наименованието Знеполе, или поради областта градът вторично се е сдобил с това име. Трън е старо, средновековно селище, регистрирано в османските документи от средата на XVI век под наименованията кааза Изнебол, Изнебол касаба, Трън и Таран паланка. Съществуването на селището през този период е засвидетелствано и от средновековната гробищна църква „Св. Петка“ („Св. Параскева“), от разкритата преди години късносредновековна пещ за изпичане на керамика и от сградите, разкрити при започване на по-новото строителство в града.
Независимо че сега районът около Трън и прилежащите му села днес е обезлюден, в древността това красиво кътче на България е било по-скоро гъсто заселено.
Град Трън е изграден на праисторическо селище, материали от което се намират както в центъра на града, при гимназията до река Ерма /Йерма/, така и при скалната църква Св. Петка и при старата бензиностанция на края на града. Най-ранните следи от хора, открити из пещерите в Трънско, датират от неолита. На територията на град Трън археолозите са открили следи от три праисторически селища. При изкопи на дълбочина 1 m са намирани археологически материали от такова селище. От него произхожда каменна брадва, дебелостенна груба керамика от глина с примеси, керамика с пластична и изрязана декорация. Въз основа на тези материали селището е отнесено към Енеолитната епоха. Следите на другото праисторическо селище са открити върху скалния масив на левия бряг на река Ерма, където на терена около нея са намерени керамични материали от Халщатската и Латенската епоха. Културният пласт вероятно е бил с доста голяма дебелина, за да се запази през хилядолетията над малката като площ скална тераса. Теренът около скалата е застроен и археологическите материали са били откривани и в околните дворове. Може би с това селище са свързани синхроничните му сребърни монети от Дирахион и Тасос, намерени в Трън. Малката площ на скалата, както и изградената по-късно в нея скална християнска църква, дават основание на археолозите и историците да допуснат, че в праисторическата епоха може би при скалата е имало някакво светилище и че към селището е било изградено към светилището. Третото праисторическо селище е открито на 1 km южно от града, на левия бряг на река Ерма, до бензиностанцията. При изкопите за строежа на бензиностанцията на дълбочина 1 m са разкрити археологически материали от праисторическо селище. Керамичните материали със своята разнообразна форма, техника на производство и декорация са датирани от Бронзовата епоха. Изградено в непосредствена близост с източните склонове на Руй и с брега на бързата планинска река, праисторическото селище е изживяло не едно заливане и засипване и днес се намира под дебел стерилен пласт.
По-късно тук живеят последователно траки, готи (в село Ерул), славяни. Готите са от племето херули и са се заселили с цел експлоатация на рудници. Славянското заселване е било доста масирано, свидетелство за което е почти стопроцентовата славянска именна система на топографските местности в Трънско. Прабългарско присъствие не е засвидетелствано. След разгрома на тракийските племена от Римската империя те са подложени на асимилация, като в Трънско се е използвал латинският език и те впоследствие или придобиват и запазват влашко самосъзнание, или се славянизират. Следите от влашко-римско-тракийското влияние са названието на местния диалект на площада в града – Пиац, итал. пиаца, връх Чирчилат, връх и планина Руй, село Радово и т.н. Трънско е по средата на две големи славянски племена, заселили се на Балканите дали имена на реките – струмяни и моравци. Първите са дакийски славяни или южни славяни от българската група, а вторите са голям брой от западните славяни, чешки моравци. В миналото оттук е минавал т.нар. Знеполски друм – старият път, който е свързвал Дубровник и Адриатика със Сердика. По този начин днешният Трън в онези времена е бил важен търговски център. Животът през Античността при сегашния град е документиран единствено от разкритата антична гробница и от намерени римски монети от IV век.
За пръв път Трънско влиза в пределите на България при управлението след превземането на София от хан Крум в април 809 г. По време на Първото българско царство, при цар Самуил, като известна историческа фигура тук изпъква боляринът Кракра Пернишки, комуто са поверени земите в Пернишко, Средец и Трън. Боляринът оказва в продължение на повече от 10 години ожесточена съпротива на император Василий II, но въпреки това в 1018 г. тази област заедно с останалата част от България попада под византийска власт.
По време на османската власт градът е бил познат като пазарно селище и е носил имената Изнебол кабасъ, Тарън паланка и Трън паланка. Според една легенда самото име Трън идва от още по-далечни времена, когато според преданието тук имало голяма трънка, под клоните на която е имало лечебен извор, с водите от който местният свещеник Терапонтий лекувал вярващите.
В края на XVIII век, по времето на разоренията на Али паша Янински, групи от Костурско се преселват в Трънско. След края на дейността си като кърджалия през 1805 г., като признат от властите аян на Брезник в района на Трън се подвизава един от най-успешните кърджалийски главатари Кара Фейзи, който подлага на жесток терор местното население. След неговата смърт управлението на областта поема синът му Али бег, от чийто произвол до такава степен пропищява местното население, че на няколко пъти изпраща жалби до централната власт и в крайна сметка Али бег е отстранен, предаден на властите и по пътя към Цариград убит.
След края на Руско-турската война от 1828 – 1829 г. в района на Трън избухва така нареченото Знеполско въстание през 1830 г. За кратко Трън е свободен, но веднага след това османската власт жестоко се разправя с бунтовниците. През 1871 г. в манастира „Арахангел Михаил“ е основан Трънският революционен комитет. Начело на комитета застават Димо Петричев и Гиго Масаловички. Комитетът взима дейно участие в Сръбско-турската война от 1876 г. В нея участие взели четите на Симо Соколов и Гроздан Насалевски. Тези две чети по-късно се вливат в Руско-турската Освободителна война от 1877 – 1878 г. Към тях се присъединява и сформираната от Тако Пеев чета. Така Трън става център на т.нар. Шопско въстание, в хода на което са освободени Трънско, Брезнишко, Радомирско и Кюстендилско.
В края на Освободителната война Трън попада под временно управление на Сърбия до 1879 г. Жестоки последствия за Трънско има Ньойският мирен договор, с който от областта са откъснати и дадени на Сърбия голям брой селища, а други като Врабча, Стрезимировци, Банкя (село) и Петачинци, са буквално разполовени, като дори до днес могат да се видят къщите, през които минава границата, делейки ги на две – разделени са дворове, гробища, а така също и много семейства.

## Население
Численост на населението според преброяванията през годините:
| \| Година на преброяване \| Численост \| \| --------------------- \| --------- \| \| 1934 \| 2040 \| \| 1946 \| 2163 \| \| 1956 \| 2922 \| \| 1965 \| 2930 \| \| 1975 \| 3425 \| \| 1985 \| 3376 \| \| 1992 \| 3088 \| \| 2001 \| 2792 \| \| 2011 \| 2443 \| |           |
| Година на преброяване | Численост |
| 1934 | 2040      |
| 1946 | 2163      |
| 1956 | 2922      |
| 1965 | 2930      |
| 1975 | 3425      |
| 1985 | 3376      |
| 1992 | 3088      |
| 2001 | 2792      |
| 2011 | 2443      |

Етническият състав включва 1579 българи и 611 цигани.

## Култура
Първото читалище в Трън се основава на 22 август 1895 г. с протокол № 4 от септември 1897 г. Целта на читалището е „умствено развитие на гражданството“. Скоро развива значителна дейност, главно чрез библиотеката си, а също така и с театралната си художествена самодейност. Изгражда и своя собствена постройка.
През 1933 г. в Трън се създава вокален квартет за народни песни, в чийто състав влиза народната певица Гюрга Пинджурова.
Периодичният печат е представен на първо място от в. „Ерма“, който излиза с прекъсвания от 1895 до 1940 г.

### Църкви
На територията на град Трън са разположени няколко православни храма:
- „Свети Никола“ – в центъра на града;
- „Света Петка“ – в квартал Баринци;
- „Света Петка“ – скален параклис над кв. Баринци;
- „Света Троица“ – параклис в кв. Мурговица.[7]

Градът е център на Трънска духовна околия към Софийска епархия на Българската православна църква.
В град Трън има и храм на Евангелската петдесятна църква.
Близо до града в село Берайнци е останала част от късносредновековната църква при оброка „Свети Георги“.

## Османско владичество
Петвековното османско заселничество се е оказало съдбоносно за населението в днешните земи на Трънския край. Дискриминацията и асимилацията намират потвърждение в много документи.
Неколкократното превземане и прехвърляне на Знеполе и Краище под чужда власт в края на ХIV в. било последвано от много разрушения и разграбвания. Някои села били напълно обезлюдени.
Липсата на турско заселничество в Знеполе и Краище е и от икономически характер и се дължи на ниските температури и продължителната зима, които не са позволявали да се отглеждат много земеделски култури. Независимо от това е имало турска администрация и местното население непрекъснато е било обект на репресии.

### Други
- Градски исторически музей[9]
- Трънски манастир „Св. Архангел Михаил“ – на 2,5 km северно от града

## Обществени сгради
- Кметството на централния площад
- Читалище „Гюрга Пинджурова“

## Редовни събития
- Ежегодна алпиниада в района на Ждрелото на река Ерма
- Национален фестивал на клубовете за български танци и любителски ансамбли „От Трън по-убаво нема“ който се провежда всяка година в началото на месец юни.

## Личности
- Стефан Илиев Карайорданов (1899 – ?) – български революционер, деец и военен инструктор на ВМРО в Светиврачка околия[10]
- Асен Юлиянов, държавен и строителен деец, дългогодишен заместник-министър на строежите.
- Владо Тричков (1899 – 1944) – комунистически партизанин
- Гюрга Пинджурова – народна певица
- Денчо Знеполски – видна личност по време на комунистическия режим, бивш партизански командир, впоследствие въдворяван от комунистическата власт в концлагера в Белене, реабилитиран
- Димитър Карадимчев (1860 – 1940), основоположник на сценичното изкуство и на печатното дело и периодичния печат в Трън
- Жана Николова-Гълъбова – учен-филолог, есеист, лексикограф
- Константин Байкушев – лесовъд, установил възрастта на Байкушевата мура, която е на второ място след Гранитския дъб в област Стара Загора
- Методи Петричев – професор по ветеринарна медицина. Ръководител на катедра 'Патофизиология".Научното си израстване осъществява в катедра "'Патоанатомия"', където постъпва като асистент през 1939 год. През 1950 год. вече като доцент, поема ръководството на новосъздадената катедра '"Патофизиология"' и чете лекции по тази дисциплина. Под неговото ръководство катедрата се развива, укрепва и става основно звено в структурата на Факултета. Автор е на първите учебни помагала за студентите по спец.Ветеринарна медицина. С научните си изследвания допринася за изучаване на патогенезата и подпомагане на диагностиката на важни заболявания при животните, като чумата при свинете и птиците, холерата при птиците, гангренозния мастит при овцете, нефролитиазата при биволите и др. Много време отделя за ръководство на Факултета, като зам.декан в периода 1951 - 1953 година и ректор на ВВМИ в периода1958 - 1962 година.
- Петър Месаков – политик, строителен предприемач, председател на нелегалния комитет на Отечествения фронт през 1943 – 1944 г. в Трънско, един от най-състоятелните трънчани, подпомагал финансово партизанския отряд, впоследствие деец на БЗНС крилото начело на което е Никола Петков, концлагерист в Белене. След това е реабилитиран и му е присъдена пенсия за активен борец против фашизма и капитализма.
- Михаил Календеров (1887 – ?) – политик
- Никола Василев (1894 – 1945) – български юрист, политик и индустриалец; народен представител в XXIV и XXV обикновено народно събрание, осъден на смърт от т.нар. Народен съд
- Никола Попов – икономист, академик на БАН, ректор на Софийския университет (1989 – 1991)
- Саздо Иванов – професор по физика
- Славчо Трънски – партизански командир, български комунистически държавен и военен функционер, генерал-полковник, впоследствие въдворяван от комунистическата власт в концлагера в Белене, реабилитиран, депутат в Народното събрание.
- Стамен Григоров – откривател на Lactobacillus bulgaricus
- Тако Пеев – родолюбец, нар. представител в III и IV ВНС и в VII, VIII и IX ОНС
- Цветко Радков – самобитен поет, люляците на „Чарчалат“ са негово дело
- Рангел Клисурски – сръбски деец, роден в с. Клисура, кмет на Трън след навлизането на сръбските войски в него през 1878 година, депутат в сръбската скупщина.
- Румен Марков – професор по право, ректор на Академията на МВР.
- Григор Дечов – ок. 1770 – ок. 1834 – в защита на семейната чест убива двама турци и бяга в Сърбия. Стига до чин полковник в състава на сръбската армия. Родоначалник на Дечовия род. Неговите потомци живеят в Белград и в Лесковец.
- Верчо Митов (1960 – 2025) – футболист, голмайстор на „Партизан“ (Трън) и на „Миньор“ (Перник) за всички времена.
- Христо Пляката – прославен трънски хайдушки войвода.
- Гроздан Насалевски – прочут майстор и строителен предприемач.

## Други
На Трън е наречена улица в София (Карта).